# New River Gorge National Park and Preserve
Der New River Gorge National Park and Preserve (deutsch: Nationalpark und Schutzgebiet New River Gorge) ist ein Nationalpark und National Preserve in den Countys Fayette, Raleigh und Summers in West Virginia, USA. Er liegt in den Appalachen und ist nach dem New River benannt, der ihn durchfließt.

## Geschichte
Das Gebiet wurde 1978 als National River ausgewiesen und 2021 auf Druck der Tourismusinteressen gegen den Willen des National Park Service in einen Nationalpark umgewidmet. Allerdings erhielten nur etwa 10 Prozent der Fläche den Status eines Nationalparks, wo die Jagd verboten ist. Der Rest blieb ein National Preserve.

## Flora und Fauna
Der New River Gorge National Park and Preserve liegt im Zentrum eines bedeutenden Waldes und beherbergt die reichste Flora der zentralen und südlichen Appalachen. Der Wald bietet gefährdeten Säugetieren und seltenen Vögeln und Amphibien einen wichtigen Lebensraum und viel Schutz. Der Park enthält zusammenhängende Wälder, Feuchtgebiete, Klippen und verlassene Minen, die Zuflucht für seltene Arten von Fledermäusen, Amphibien und die Allegheny-Buschratte bieten. Diese Art der amerikanischen Buschratten ist in West Virginia vom Aussterben bedroht und im ganzen Osten der Vereinigten Staaten auf dem Rückzug. Im New River Gorge finden mindestens 63 Säugetierarten Schutz, darunter auch die vom Aussterben bedrohten Fledermausarten Townsend-Langohr und Indiana-Mausohr. Die Gegend bietet ebenfalls Lebensraum für 48 bekannte Amphibienarten, darunter Schlammteufel, Schwarzbauchsalamander und Höhlensalamander.
Vögel wie Waldlaubsänger, Vireos und Drosseln verbringen einen Teil ihres Lebens in den Tropen, sind aber für ihre Fortpflanzung auf die zusammenhängenden Wälder des New River Gorge angewiesen. Die Region ist ein wesentliches Bindeglied auf der Nord-Süd-Vogelzugroute. Jedes Jahr fliegen Tausende von Falken während der Zugsaison im Herbst über die Region. Der National Park Service und das Department of Natural Resources von West Virginia haben ein mehrjähriges Programm zur Wiedereinführung von Wanderfalken in der New River Gorge gestartet. Diese Vögel fliegen und jagen in der Nähe der Klippen.
In den Gebieten wurden 40 verschiedene Pflanzenfamilien mit mindestens 1342 Arten und 54 seltenen Pflanzen gefunden.

## Siedlungen
Es gibt eine Vielzahl von verlassenen Orten von historischer Bedeutung, einige davon als Ruinen, andere wurden wiederhergestellt. Die Überreste der Vergangenheit des Parks zeugen vom frühen Leben in den Appalachen im 18. und 19. Jahrhundert, als Kohle aus dem New River Kohlenfeld gefördert und Holz für die amerikanische Industrie geschlagen wurde. Zu besichtigen sind Reste von Kohleminen, Wohnungen von Arbeitern, Koksöfen und die historischen Einrichtungen von mehr als 50 Siedlungen, die von Unternehmen angelegt wurden.
Die Erschließung des Gebiets begann 1873 mit dem Bau der Eisenbahn. Im Park befinden sich alte Bahnhöfe, Rangierbahnhöfe, Gleisanlagen, Jochbrücken aus Holz und Stahl und weitere Eisenbahneinrichtungen. Archäologische Stätten und Städte wie Thurmond entwickelten sich durch den Betrieb der Eisenbahn. Die mit der Holzindustrie verbundene Geschichte und Archäologie kann in den Ruinen alter Städte wie Hamlet gesehen werden. Zur reichen Kulturgeschichte der Region tragen auch die Beispiele von ehemaligen Gemeinden, Farmen und anderen Orten im Park bei, an denen die Vorfahren der Familien lebten und arbeiteten, die schon lange mit dem New River verbunden sind.

## Tourismus
Das Gebiet ist eine beliebte Tourismusregion. Die New River Lower Gorge ist eine ausgezeichnete Gegend für Wildwasser-Rafting. Es gibt schwierige Stromschnellen, viele von ihnen sind durch große Felsbrocken blockiert und erfordern das Manövrieren in sehr starken Strömungen und Querströmungen. Von April bis Oktober werden geführte Abfahrten auf dem Fluss angeboten. Der obere Flussteil ist mit tieferen Schwierigkeitsgraden geeignet für Wildwasser-Kanufahrten.
Der New River Gorge National Park and Preserve ist eines der beliebtesten Klettergebiete des Landes. Im Park gibt es über 1400 Kletterstellen. Das Angeln ist eine der beliebtesten Aktivitäten am New River, der für die Vielfalt der Fische in seinen Gewässern berühmt ist.
Die über 80 km Wanderwege des Parks reichen von leichten Spaziergängen bis hin zu schwierigeren Wanderungen. Mehrere Wege, die alten Bahntrassen folgen, sind auch für Fahrräder geöffnet. Im Park befinden sich vier einfache Campingplätze, die alle entlang des Flusses liegen.
Die New River Gorge Bridge nach Fayetteville im Norden des Gebiets ist eine 267 m hohe Stahlbetonbrücke, auf der der Highway 19 den Fluss überquert. Jährlich werden Highway und Brücke für einen Tag im Oktober gesperrt und Bungee-Jumping sowie Basejumping-Events zugelassen.